# Priorslynn Farm

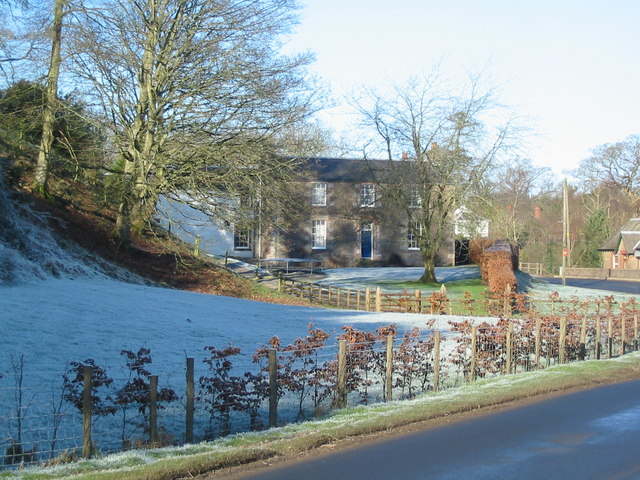
Bauernhaus der Priorslynn Farm

Die Priorslynn Farm ist ein Bauernhof in der schottischen Ortschaft Canonbie in der Council Area Dumfries and Galloway. 1971 wurden Bauernhaus und Stallungen als Ensemble in die schottischen Denkmallisten in der Kategorie B aufgenommen. Die Scheune der Priorslynn Farm ist hingegen ein Denkmal der höchsten Denkmalkategorie A.

## Beschreibung
Das Anwesen liegt an der B7201 am Südrand von Canonbie. Die Keimzelle bildet ein Hof aus dem 18. Jahrhundert. Das heutige Bauernhaus wurde um 1840 hinzugefügt. Das Mauerwerk besteht aus grob behauenem Bruchstein, der zu einem unregelmäßigen Schichtenmauerwerk verbaut wurde. Pilaster flankieren den zentralen Eingangsbereich an der südostexponierten Frontseite. Die hölzerne Türe schließt mit einem Kämpferfenster. Entlang der Fassade sind zwölfteilige Sprossenfenster verbaut. Die Nordwestfassade ist asymmetrisch gestaltet. Das Bauernhaus schließt mit schiefergedeckten Dächern.
Die einstöckigen Stallungen mit ausgebautem Speicher wuchsen in mehreren Bauphasen zu ihrem heutigen Aussehen. Ein segmentbögiger Torweg führt auf dem Hof. Die zu den Speichern führenden Öffnungen sind heute weitgehend verschlossen.

## Scheune
Westlich des Bauernhauses befindet sich die Scheune. Sie nimmt eine Fläche von 17,3 m × 4,42 m ein und wurde als Cruck-Konstruktion wahrscheinlich in der zweiten Hälfte des 18. Jahrhunderts erbaut. Gebäude in dieser einst üblichen Bauweise sind heute selten erhalten und die Scheune der Priorslynn Farm ist in dieser Region einzigartig. Die Außenwände bestehen aus Lehm, Kies und Stroh und wurden an verschiedenen Stellen mit Bruchstein ausgebessert. Die fünf Crucks mit Längen zwischen 2,34 m und 2,79 m ruhen auf Steinfundamenten. Das mittlere Cruckpaar ist in die Innenwand integriert. Der westliche Raum verfügt über einen gepflasterten Boden, während im östlichen Erde zu einem Boden verdichtet wurde. Das ursprüngliche Reetdach wurde zwischenzeitlich durch ein Wellblechdach ersetzt.
1999 wurde die Scheune in das Register gefährdeter denkmalgeschützter Bauwerke in Schottland aufgenommen. Ihr Zustand wurde 2014 als sehr schlecht bei gleichzeitig hoher Gefährdung auf Verschlechterung eingestuft.